# The Mummies
The Mummies — американская гараж-панк-группа из Сан-Матео, Калифорния. Образована в 1988 году.

## История группы

### Шоу
Группа образовалась в Сан-Матео (Калифорния) и состояла из Трента Руэйна (орган, вокал), Мэза Кэтуа (бас), Ларри Винтера (гитара) и Рассела Квона (ударные). Они, вместе с The Phantom Surfers, стали частью растущей гараж-панк-сцены Сан Франциско. Впитали в себя влияния сёрф-рока, 1950 и 1960 гараж рок групп, таких как The Sonics и современных им гараж-панк-групп, таких как Thee Mighty Caesars при этом полностью отрицали другие актуальные музыкальные веяния. Первый концерт сыграли в клубе Chi Chi Club в Сан Франциско в декабре 1988. The Mummies особо запоминаются своими рваными костюмами мумий, которые они одевают во время выступлений а также своим дерзким, нахальным и вызывающим поведением.  Они придумали и продвигают концепцию 'бюджетного рока' ("budget rock"), согласно которому профессионализм отрицается, а статус звезды отрицается и балом правит простая DIY эстетика. В рамках этой своей концепции они выступают и записываются исключительно на устаревших, порой даже неисправных инструментах. В туры они ездят на подержанной ярко раскрашенной машине скорой помощи модели 1963 Pontiac. В рамках этих же принципов они на протяжении многих лет выпускали свою музыку исключительно на виниловых пластинках и разрешили официально издать свою музыку на CD только в 2000-х. Билли Чайлдиш однажды признался, что The Mummies были единственной гаражной группой, которую он действительно любил.

### Ранний период
Первый сингл группы под названием "That Gril" был записан на мебельном складе в Сан Франциско и был выпущен на их собственном лейбле "Pre-B.S.". Позже синглы группы выходили на таких лейблах, как Estrus, Telstar, Regal Select, and Rekkids. Позже из этих релизов была собрана первая долгоиграющая пластинка группы "The Mummies Play Their Own Records", выпущенная в 1990. На следующий год Crypt Records выслали Майка Мариконду на запись группы, чтобы помочь им со звучанием их первого альбома. Записан новый альбом был в задней комнате магазина гитарных усилителей в Бельмонте, Калифорния. Группа отказалась от записанного материала, так как они предпочитали лоу-фай звучание их ранних релизов. Материалы с этой сессии потом были изданы как бутлег-альбом "Fuck the Mummies". Следующая попытка записи удалась и в 1992 они издали альбом "Never been Caught".

### Поздний период (и распад группы)
В 1991 году группа отправилась в совместный тур по Северной Америке с Билли Чайлдишем и его группой Thee Headcoats, но позже распались в день празднования Нового Года 1992, вскоре после выпуска альбома Never Been Caught. Позже они собирались вместе снова для двух европейских туров в 1993 и 1994. В туре 1994 года с ними на басу играл Beez из группы The Smugglers.  Следующий их долгоиграющий альбом, якобы концертный "Party at Steve's House" на самом деле был записан на ещё одном складе, на этот раз промышленном, вместе с Дэррином из Supecharger на басу.

### Другие проекты
- Мэз Кэтуа был занят в нескольких группах, после распада The Mummies, но текущим его проектом является Christina and the Bippies. 

- Рассел Квон был занят в множестве проектов, начиная с начала 90-х: the Count Backwurds, the Dukes of Hamburg, the Easys, the Phantom Surfers, the Flakes, the Bippies and the Bobbyteens. Он является своего рода знаменитостью среди поклонников гаражной музыки, за его манеру игры, манеру танцевать и за то, что он обнаружил и взял под своё крыло группу Supercharger.

- Ларри Винтер играл на гитаре и сочинял, либо участвовал в сочинении композиций для инди-рок-группы из Сан-Франциско под названием The Orange Peels в течение семи лет.

- Трент Руэйн играл с The Phantom Surfers и The Untamed Youth, но успех был не так велик, как с The Mummies. 

- Ларри Винтер и Мэз Кэтуа так же вместе играли в калифорнийской группе под названием The Batmen.

### Реюнионы
Группа вновь собралась в 2003, выступив "Death by Unga Bunga" только на CD носителе, нарушив тем самым свой вечный принцип "только винил".
The Mummies сыграли неанонсированное шоу в июне 2008 в Stork Club в Оукланде, Калифорния и ещё выступили в октябре 2008 в Валенсии, Испания на Funtastic Dracula Carnival
The Mummies played an unannounced show in June 2008 at the Stork Club in Oakland, Cal. as well as a show in October 2008 in Valencia, Spain at the Funtastic Dracula Carnival. Так же сыграли на фестивале Born Bad Festival в июне 2009-го. в клубе Le Trabendo (Париж, Франция).
В октябре 2009 The Mummies дважды выступили на Budget Rock 8 festival в San Francisco.

## Дискография

### Синглы
- "That Girl" 7" (1990), Pre-B.S. - переиздан Estrus Records в 1996
- "Food, Sickles, And Girls" 7" (1990), Pre-B.S. - переиздан Estrus Records в 1996
- The Fabulous Mummies 7" (1990), Estrus
- Shitsville 7" EP (1990), Regal Select
- "Skinny Minnie" (1990), Rekkids
- Greg Lowery & The Mummies EP (1992), Rekkids
- Larry Winther And His Mummies (live) EP (1992), Planet Pimp
- Introduction to The Mummies (7" promo) (1992), Estrus
- "Stronger Than Dirt" (1992), Telstar
- "(You Must Fight To Live) On The Planet Of The Apes" 7" EP (1993), Sympathy for the Record Industry.
- "Gwendolyn" (1994), Pinup
- "Get Late!" (1995), Estrus
- Double Dumb Ass... In The Face double-7"EP (1996), Estrus

### Долгоиграющие пластинки и CD
- The Mummies: Play their own records! LP (1992), Estrus Records
- Never Been Caught LP (1992), Telstar - issued in the UK as Fuck C.D.s! It's The Mummies, on Hangman Records, and on CD in 2002 by Telstar
- Party At Steve's House LP (1994), Pinup
- Runnin' On Empty Vol. 1 LP (1996), Estrus
- Runnin' On Empty Vol. 2 LP (1997), Estrus
- Death By Unga Bunga!! CD (2003), Estrus Records

### Сплит записи
- 1991 Northwest Budget Rock Massacre! (1991), Pre-B.S.
- The Mummies Vs. The Wolfmen EP (1991), Sympathy for the Record Industry - сплит с the Wolfmen
- Live At Café The Pit's (1993), Demolition Derby - сплит с Supercharger
- The Mummies Vs. Supercharger Tour '93 7" Flexi EP (1993), Pinup - сплит с Supercharger

### Участие в сборниках
- Tales From Estrus Volume One (1990), Estrus
- The Estrus Half-Rack (1991), Estrus
- Clam Chowder & Ice vs. Big Macs & Bombers (1991), Nardwuar the Human Serviette
- Follow That Munster: Raw Sixties Punk Vol. 2 (1991), Rock Records
- Groin Thunder (1992), Dog Meat Records
- Fuck You Spaceman! (1992), Planet Pimp
- Turban Renewal: A Tribute To Sam The Sham & The Pharaohs (1994), Norton Records
- Blood Orgy Of The Leather Girls Soundtrack LP (1994), Planet Pimp

## Список литературы
1. 1 2 3 4 5  Strong, Martin C. (2003) The Great Indie Discography, Canongate, ISBN 1-84195-335-0, p. 881
2. 1 2  Schinder, Scott. The Mummies. TrouserPress. Дата обращения: 13 апреля 2008. Архивировано 23 июля 2012 года.
3. 1 2 3 4 5 6  Deming, Mark. [The Mummies (англ.) на сайте AllMusic The Mummies Biography]. allmusic.com. Macrovision Corporation. Дата обращения: 13 апреля 2008.
4. ↑  Artistica - Modern Art Blog » Blog Archive » Interview with Billy Childish Архивировано 19 июня 2011 года.
5. ↑  MySpace.com - FUNTASTIC DRACULA CARNIVAL - ES - Garage / Punk / R&B - www.myspace.com/funtasticdraculacarnivalcom. Дата обращения: 16 марта 2011. Архивировано 9 марта 2012 года.
6. ↑  - FR - BORN BAD RECORDS - www.myspace.com/bornbadrecords. Дата обращения: 16 марта 2011. Архивировано 18 августа 2011 года.

## Дополнительные ссылки
- Официальный сайт The Mummies